# Leza (Álava)
Leza es un municipio español de la provincia de Álava, en la comunidad autónoma del País Vasco. En 2019 tenía 203 habitantes. Su economía está basada en el cultivo de la vid.

## Toponimia
El nombre antiguo de la localidad en época medieval fue Leça, que aparece en documentación de los siglos X al XIII. Leza aparece citada bajo su nombre actual por primera vez en 1366.
La palabra leza es una variante de la palabra vasca leze, que significa cueva, sima, y que aparece formando diferentes topónimos como por ejemplo Lezáun o Lezaeta. Sin embargo, en el caso de la Leza alavesa no se puede asegurar que el topónimo tenga esta etimología, ya que si así fuera no se sabría a que sima o cueva se referiría el nombre del pueblo. Existe un río Leza y una localidad llamada Leza de Río Leza en la vecina comunidad de La Rioja a no muchos kilómetros de esta localidad alavesa con cuyos nombres quizás comparta origen etimológico.

## Demografía
Leza cuenta con una población de 210 habitantes (INE 2024).
| Gráfica de evolución demográfica de Leza entre 1842 y 2021                                                          |
| |
| Población de derecho según los censos de población del INE Población de hecho según los censos de población del INE |

| Gráfica de evolución demográfica de Leza entre 1988 y 2008 |
|                                                            |

## Administración y política
| Periodo   | Nombre                                       | Partido | Partido                                                      |
| --------- | -------------------------------------------- | ------- | ------------------------------------------------------------ |
| 1979-1987 | Teodoro Martínez de Cañas Martínez           |         | Euzko Alderdi Jeltzalea-Partido Nacionalista Vasco (EAJ-PNV) |
| 1987-1995 | María Dolores Sarasua Gallo                  |         | Eusko Alkartasuna (EA)                                       |
| 1995-2003 | Luis Javier Uribe Santamaría                 |         | Euzko Alderdi Jeltzalea-Partido Nacionalista Vasco (EAJ-PNV) |
| 2003-2011 | José Ignacio Pérez de Loza Martínez de Cañas |         | Euzko Alderdi Jeltzalea-Partido Nacionalista Vasco (EAJ-PNV) |
| 2011-2019 | Inmaculada Laredo Fuertes                    |         | Euzko Alderdi Jeltzalea-Partido Nacionalista Vasco (EAJ-PNV) |
| 2019-2023 | José Antonio Suso Pérez de Arenaza           |         | Euzko Alderdi Jeltzalea-Partido Nacionalista Vasco (EAJ-PNV) |
| 2023-act. | Ignacio Gallo Herrera                        |         | Euzko Alderdi Jeltzalea-Partido Nacionalista Vasco (EAJ-PNV) |

| Partido político                                              | 2019  | 2019       | 2015  | 2015       | 2011  | 2011       | 2007  | 2007       | 2003        | 2003        | 1999    | 1999       | 1995  | 1995       | 1991  | 1991       |
| Partido político                                              | %     | Concejales | %     | Concejales | %     | Concejales | %     | Concejales | %           | Concejales  | %       | Concejales | %     | Concejales | %     | Concejales |
| Euzko Alderdi Jeltzalea-Partido Nacionalista Vasco (EAJ-PNV)  | 51,35 | 4          | 43,18 | 3          | 41,35 | 2          | 39,39 | 2          | 64,03       | 5           | 45,77   | 4          | 43,80 | 3          | 23,02 | 1          |
| Partido Socialista de Euskadi-Euskadiko Ezkerra (PSE-EE PSOE) | 45,05 | 1          | 9,85  | 0          | 35,34 | 1          | 11,36 | 0          | 12,95       | 0           | 10,56   | 0          | —     | —          | 20,63 | 1          |
| Partido Popular del País Vasco (PP)                           | 6,31  | 0          | 3,79  | 0          | 2,26  | 0          | 6,82  | 0          | 12,23       | 0           | 11,97   | 0          | —     | —          | —     | —          |
| Agrupación de Electores Pueblo de Lezako Herria               | —     | —          | 36,36 | 2          | —     | —          | —     | —          | —           | —           | —       | —          | —     | —          | —     | —          |
| Euskal Herria Bildu (EH Bildu)-Bildu                          | —     | —          | —     | —          | 39,10 | 2          | —     | —          | —           | —           | —       | —          | —     | —          | —     | —          |
| Candidatura Independiente de Leza 1 (CIL 1)                   | —     | —          | —     | —          | —     | —          | 40,91 | 1          | —           | —           | —       | —          | —     | —          | —     | —          |
| Eusko Alkartasuna (EA)                                        | —     | —          | —     | —          | —     | —          | 35,61 | 2          | —           | —           | Con PNV | Con PNV    | 38,84 | 2          | 39,68 | 3          |
| Candidatura Independiente de Leza 2 (CIL 2)                   | —     | —          | —     | —          | —     | —          | 14,39 | 0          | —           | —           | —       | —          | —     | —          | —     | —          |
| Unidad Alavesa (UA)                                           | —     | —          | —     | —          | —     | —          | —     | —          | 2,16        | 0           | 2,82    | 0          | 10,74 | 0          | —     | —          |
| Euskal Herritarrok (EH)-Herri Batasuna (HB)                   | —     | —          | —     | —          | —     | —          | —     | —          | Ilegalizado | Ilegalizado | 29,58   | 1          | —     | —          | —     | —          |

El municipio de Leza al ser menor a 250 habitantes tiene un sistema electoral de listas abiertas. En las pasadas elecciones municipales del 2019 el jeltzale Jon Pérez obtuvo la mayoría de los votos, 68 de 117 votantes (58,12%). Los candidatos del PNV Elisa Irazú y Gerardo Bengoa fueron los siguientes más votados con 63 y 51 votos respectivamente. Posteriormente, Cristina González del Partido Socialista Obrero Español obtuvo 50 votos y por último José Antonio Suso del Partido Nacionalista Vasco con 47 votos.

## Cultura

### Patrimonio
Cuenta con un dolmen, la iglesia de en honor a San Martín, El Encinedo el Balcón de la Rioja Alavesa o el barrio de La Lombilla, el barrio bodeguero de Leza. 

### Fiestas
Sus fiestas se celebran los días 15, 16, 17 y 18 de agosto en honor de San Roque (día 16). Su personaje principal de las fiestas es Don Cicuta, que baja desde el campanario y todos los días de fiesta en el pasacalles con los cabezudos y gigantes tira golosinas y bolsas a los niños y niñas allí congregados.
También son conocidas sus fiestas en honor a San Martín en el mes de noviembre tras acabar la vendimia y las mañas, ritual en el que se queman ramas de lavanda en el mes de diciembre para ahuyentar a los malos espíritus.